# Ширали (посёлок)
Ширали (узб. Sherali / Шерали) — посёлок городского типа, расположенный на территории Гузарского района Кашкадарьинской области Республики Узбекистан.

Статус посёлка городского типа с 2009 года.